# Damolândia
Damolândia är en kommun i Brasilien.   Den ligger i delstaten Goiás, i den centrala delen av landet, 160 km väster om huvudstaden Brasília. Antalet invånare är 2 747.
Omgivningarna runt Damolândia är huvudsakligen savann. Runt Damolândia är det ganska tätbefolkat, med 104 invånare per kvadratkilometer.